# Camponotus frontalis
Camponotus frontalis är en myrart som beskrevs av Theodore Pergande 1896. Camponotus frontalis ingår i släktet hästmyror, och familjen myror. Inga underarter finns listade.

## Bildgalleri

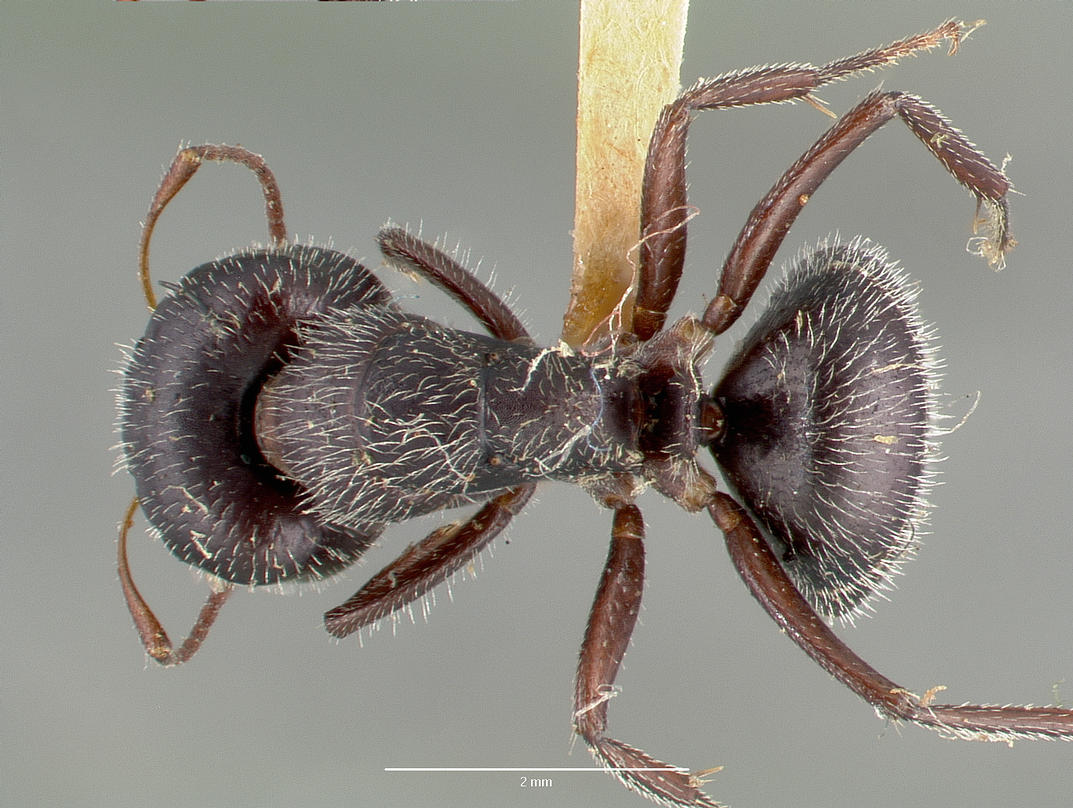
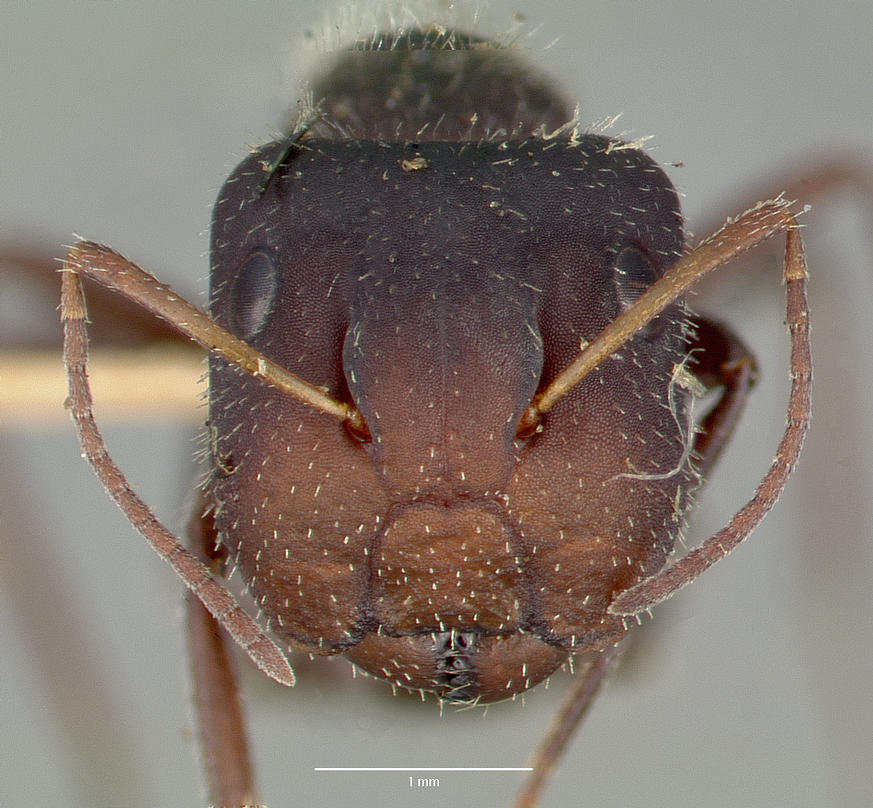
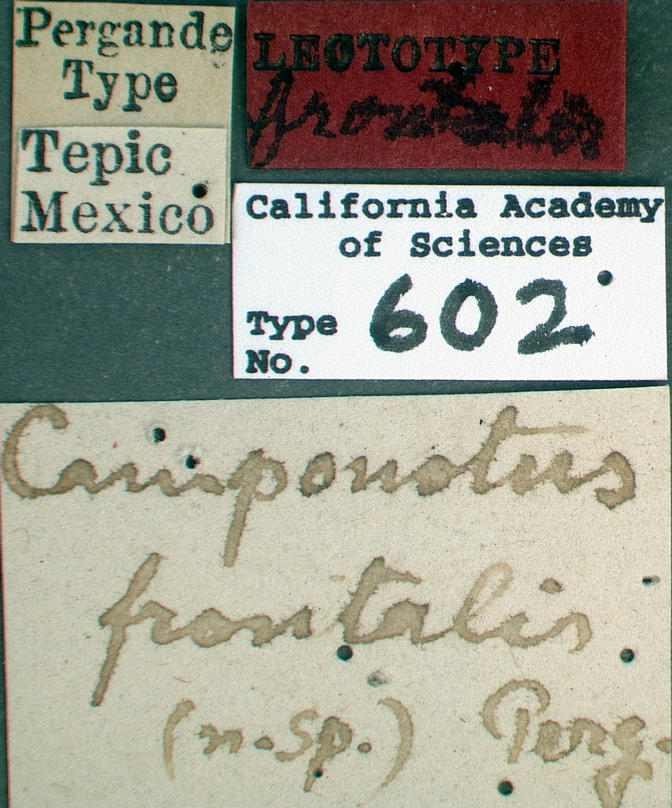
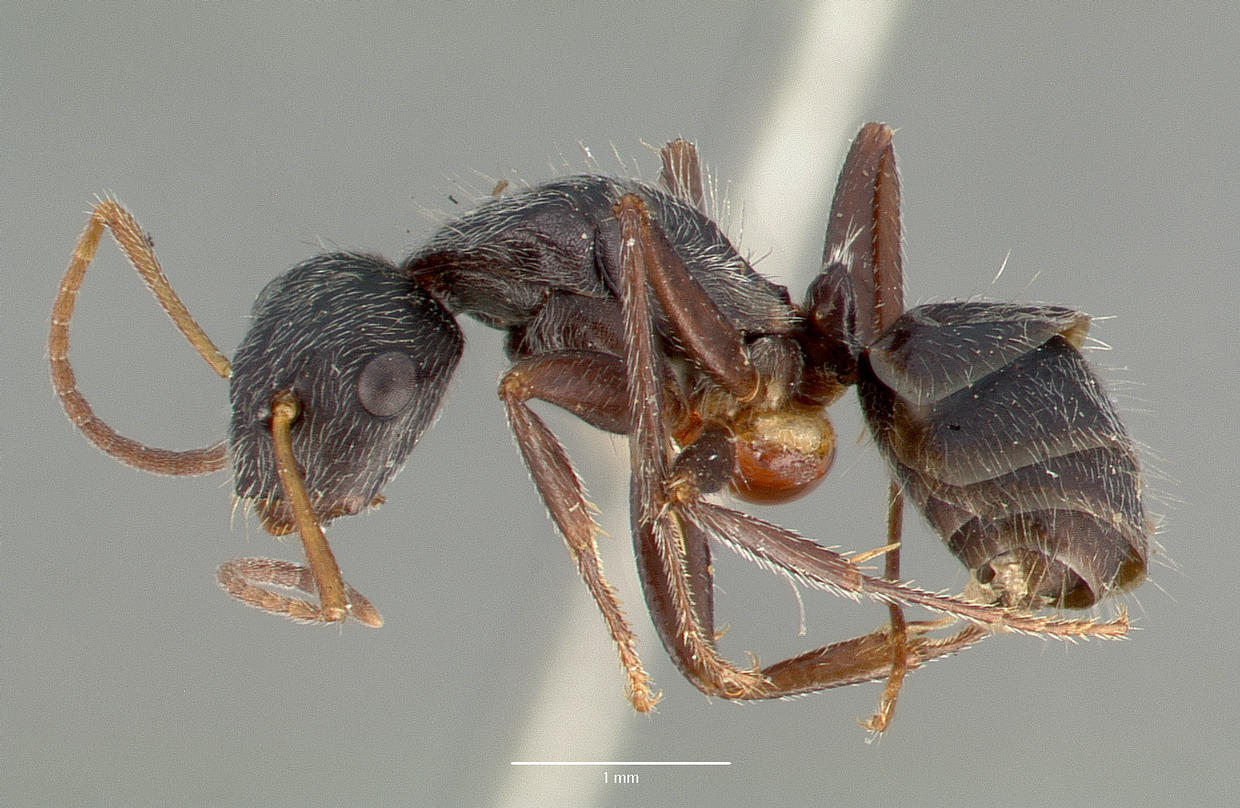
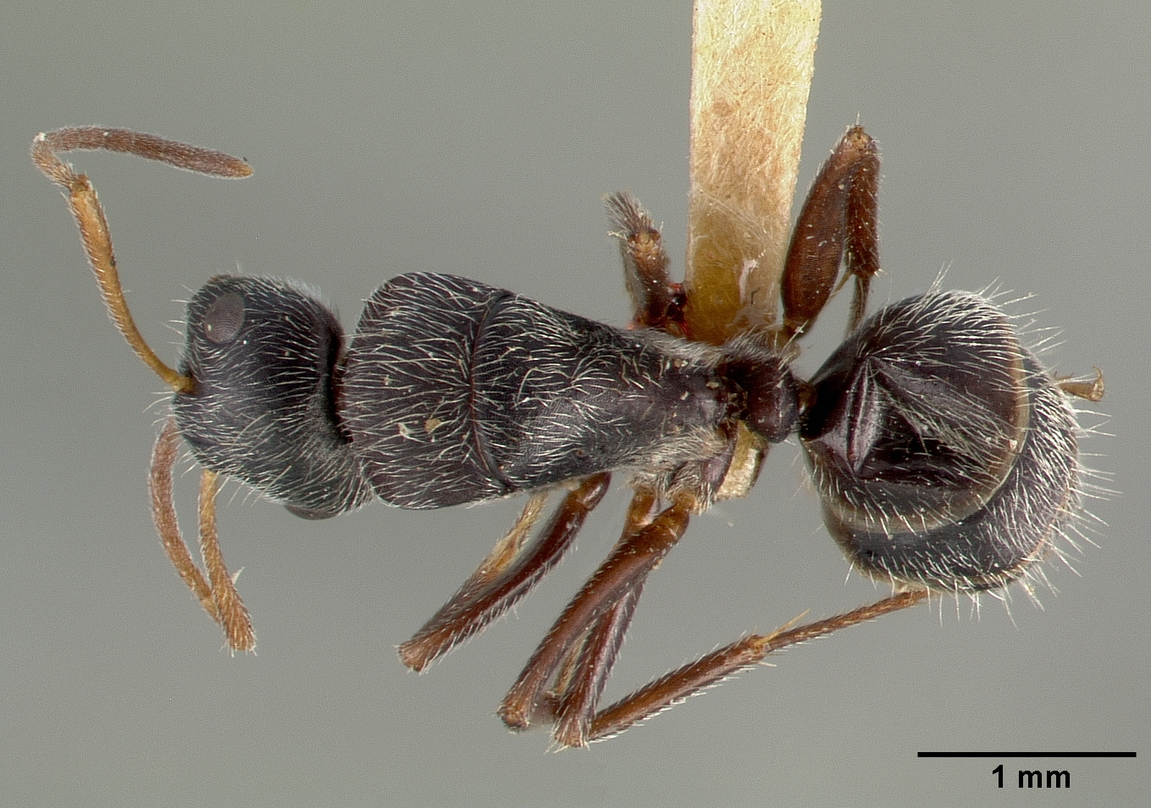
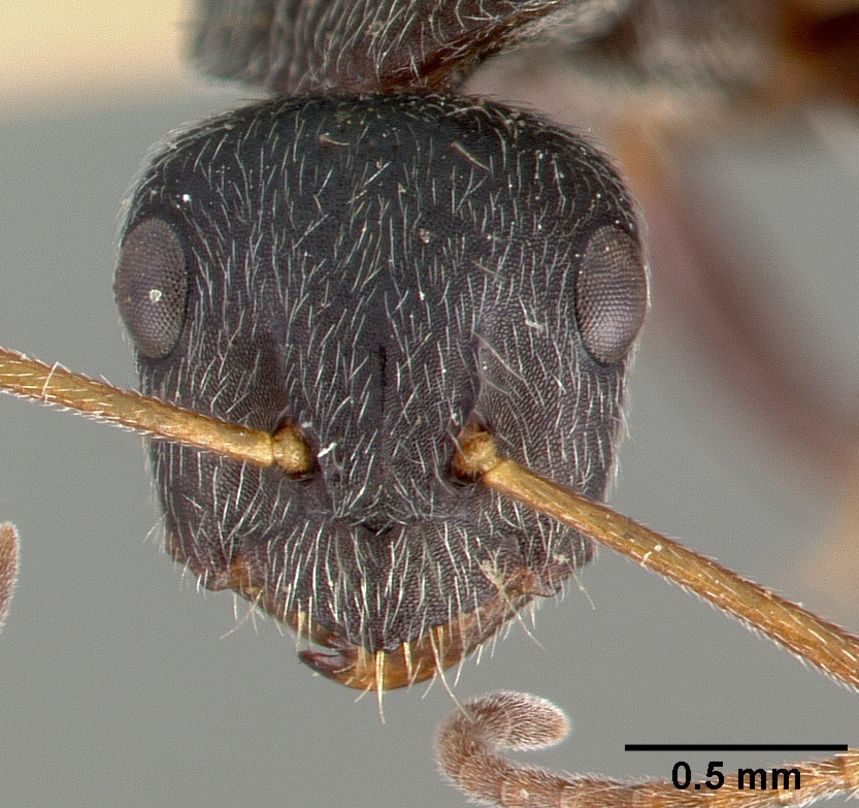